# マリア・バーヨ
マリア・ホセ・バーヨ・ヒメネス（María José Bayo Jiménez、1961年5月28日 - )は、スペインのソプラノ歌手。
パンプローナ県トゥデラの生まれ。
元々はギタリストになるべく基礎教育を受け、サラサーテ音楽院に入学するも、ギター科での空きがなく、合唱団で歌唱の訓練を受けたのがきっかけで、ソプラノ歌手への道を歩み始めた。
1985年にデトモルト音楽大学に入学し、テレサ・ベルガンサの薫陶を受けた。
1988年にはベルヴェデーレ国際声楽コンクールで優勝し、国際的キャリアをスタートさせている。

## 参照
- マリア・バーヨ・オフィシャル・サイト

| スタブアイコン | サブスタブ | この項目は、まだ閲覧者の調べものの参照としては役立たない、音楽関係者（バンド等）に関連した書きかけの項目です。この項目を加筆・訂正などしてくださる協力者を求めています（P:音楽/PJ:芸能人）。 |